# 金田伊功
金田 伊功（かなだ よしのり、1952年〈昭和27年〉2月5日 - 2009年〈平成21年〉7月21日）は、日本の男性アニメーター。奈良県出身。
「伊功」は「いこう」と読まれることもある。別名義に当初は誤字だったものを使用した「金田伊助」や、スクウェア・エニックス在籍中に他社仕事の際に使った「戸隠三郎」がある。

## 経歴

### 生い立ち
航空自衛隊パイロットだった父親を見て育ち、自分もその道を熱望していたが、視力が悪く断念する。この時に映画『空飛ぶゆうれい船』の宮崎駿の作画に衝撃を受け、アニメーション業界を志すきっかけとなる。
高校2年生の時のノートには、当時好きだったテレビアニメ『アタックNo.1』のヒロイン・鮎原こずえのイラストが多数描かれており、当時からプロレベルに近い画力であった。

### アニメーターの道へ
アニメの通信教育を経て専門学校東京デザイナー学院のアニメ科（現：専門学校東京クールジャパン）で学び、東映動画（現・東映アニメーション）の契約社員となる。1970年に同社のテレビアニメ『魔法のマコちゃん』で動画デビュー。東映動画を退社後、荒木伸吾のフリー集団のスタジオZ（第1期）、野田卓雄のスタジオNo.1を経て1976年にスタジオZ（第2期）、1980年にスタジオNo.1を結成して活動した。
1974年に野田が作画監督を担当した『ゲッターロボ』に原画として参加し頭角を現すと、1970年代半ばからは『大空魔竜ガイキング』、『惑星ロボ ダンガードA』などの東映動画のロボットアニメ。日本サンライズ（現・サンライズ）での『超電磁マシーン ボルテスV』や『サイボーグ009』のオープニング。『無敵超人ザンボット3』『無敵鋼人ダイターン3』を担当。同時期には国際映画社の『くじらのホセフィーナ』の第03話、第20話でも注目を集めた。
1980年代前半には『銀河旋風ブライガー』などのJ9シリーズ、『魔境伝説アクロバンチ』や『機甲創世記モスピーダ』などでもオープニングアニメーションの仕事をし、山下将仁など金田の影響を受けたアニメーターを輩出した。

### アニメ映画が主体に
1979年の劇場版『銀河鉄道999』以来、アニメ映画の仕事が増え『サイボーグ009 超銀河伝説』『ヤマトよ永遠に』『地球へ…』『宇宙戦艦ヤマト 完結編』『幻魔大戦』『オーディーン 光子帆船スターライト』などのアニメ映画に参加してメカ作画やエフェクトアニメを担当するようになった。
それらの作品の中には「スペシャルアニメーション(「幻魔大戦」におけるクレジット)」や「メカニック作画監督」と金田のために特別な役職まで設けられたものもあり、スターアニメーターとも言える地位を築いて、当時のアニメ雑誌では機会があるごとに金田の情報を取り上げた。熱心なアニメファンの中には金田を主役にした自主制作アニメを制作するグループまで現れた。

### スタジオジブリへ
1980年代半ばになるとスタジオジブリの宮崎作品の常連になり、主にアニメ映画の仕事をこなすようになっていった。
宮崎監督作品である1984年のトップクラフト作品『風の谷のナウシカ』に、プロデューサーの高畑勲を尊敬していたということから参加した。元々共に仕事をする以前から、金田はアニメ映画『空飛ぶゆうれい船』で宮崎が作画を担当したゴーレムのようなものを描きたくてアニメーターになったと発言しており、宮崎の方も1982年に出版された金田の画集に才能を高く評価する寄稿をしていた。
それ以降、スタジオジブリで『天空の城ラピュタ』、『となりのトトロ』、『魔女の宅急便』、『紅の豚』、『もののけ姫』の原画を手がけていく。ちなみに『ラピュタ』においては原画頭（げんががしら）という特例な称号を高畑が考案し、エンディングクレジットでも正式に表記されている。
80年代には中曽根内閣が国家機密法を進めており、当時表現規制に反対していた日本共産党系の後援会に名を連ねている。

### スクウェア・エニックスへ
上妻晋作によるとジブリ時代末期は辛そうだったらしく、当時ジブリ以外で金田の給料を払えるところは日本のスタジオにはなかったために留まっていたという。そんな中、ハワイで映画を制作するということでジブリを辞める。1998年から劇場作品『ファイナルファンタジー』の制作に参加したのをきっかけにスクウェアに入社し、スクウェア・エニックスの旧第7開発事業部所属の社員としてゲームのムービー制作を担当していた。この時期は日本を離れてハワイに滞在しており、日本での仕事をしていない。
渡米前にはスパロボ系同人誌を発行する同人サークル「スタジオザルツウェルツ」にも参加している。
映画『ファイナルファンタジー』の仕事を終えて、日本への帰国後はスクウェア・エニックスの開発推進部に所属して2002年発売の『ファイナルファンタジーXI』、2003年発売の『半熟英雄対3D』、2005年発売の『半熟英雄4 7人の半熟英雄』、『武蔵伝II ブレイドマスター』など同社のゲームのオープニングアニメやキャラクターの3Dモーションを担当。中でも『半熟英雄対3D』のささきいさおの歌うテーマソングに合わせて往年の金田びかり、金田パース（後述）が炸裂するオープニングムービーは話題を呼んだ。

### 死去
2009年7月21日、心筋梗塞により57歳で死去。同年8月30日に有志によって行われた「金田伊功を送る会」には日本のアニメーション関係者が約800名、一般のファンが300名ほど参加した。野田卓雄、庵野秀明、りんたろうらによって弔辞が述べられ、亀垣一、平山智、本橋秀之、友永和秀が故人の思い出を語った。
また、同年10月には第24回デジタルコンテンツグランプリでは審査員特別賞を、12月には第13回文化庁メディア芸術祭エンターテインメント部門特別功労賞を受賞。2014年には東京アニメアワード2014功労部門に選出された。

## 金田流の確立と流行
ロボットアニメなどにおいて緩急をつけながら舞うように動くアクロバティックなメカ表現やこれに通称「金田パース」と呼ばれる大胆に誇張された遠近感とポージングを加えた独特な作画スタイルを生み出し、日本のアニメーションにひとつの変革を起こした。「金田びかり」と呼ばれる実写のレンズの逆光で起きるゴーストを表現として取り入れられている。

### スタイル
元来、金田のスタイルは虫プロから続く日本のテレビアニメーションに要求されている限られた時間と予算といった制約の中で、いかに表現を膨らませるかという条件から生み出された苦肉の策でもあった。少ない枚数で動きを出すためのひとつの方策として動きの中割りを極端に省いたり、広角や魚眼のレンズで見たような視点といったアイデアを積み重ねて確立した。
コマ飛ばしというスタイルはスピーディかつ大胆なアクションシーンが表現できる。アニメーションはフルモーションといったアメリカスタイルを払拭し、その後の日本のアニメーションの表現スタイルを確立。ジャパニメーションの礎となった。
そうして生み出された派手なアクションシーンに当時の若手アニメーターやまだ視聴者であり後にアニメーターになっていく層も感化され、言わば「金田フォロワー」とも呼ぶべき一群を1980年代に形成した。具体的には鍋島修、亀垣一、越智一裕、山下将仁、大張正己、摩砂雪、板野一郎、いのまたむつみらの名前が挙げられる。エフェクト作画で知られる橋本敬史も金田に憧れてアニメ業界入りしたという。
以上のような在京の「金田フォロワー」に対し、在阪の作画スタジオとして1980年代の作画シーンにおいて黄金期を形成していたアニメアールの中核メンバーである、毛利和昭、吉田徹、沖浦啓之、逢坂浩司らも金田作画から受けた影響と魅力を証言している。
また、その影響はアニメのみならず漫画の世界にも波及し、金田流のパース表現を取り入れる漫画家も現れた。
アクション、ロボットアニメ等数多くの作品で彼はその力量を発揮した。また少女を主人公にした宇宙戦争漫画『BIRTH』を徳間書店の『リュウ』『ザ・モーションコミック』で描き、これは後に金田とそのフォロワー陣を中心とした作画スタッフによってOVA化もされた。この頃が商業的ピークであり、金田ブームと言っても良い現象が業界を席捲した。

### 作画監督泣かせの個性
しかし一方でその絵には若干の癖があり、作画用設定資料に似せて描いていても彼ならではの個性がそこかしこに表れてしまい、各作品の作画監督はキャラクターを似せる修正や登場メカニックの形状的な整合性の維持に苦心する「作監泣かせ」としても知られた。
宮崎駿からは、「邪道な作画ばっかすんな」と咎められたという逸話もある。一方で宮崎は、苦心の分その効果も強烈であったと評価しており、『風の谷のナウシカ』の当時に「金田の描くナウシカが一番感じが出ていた」と語っていた。
なお、ロボットアニメで名を馳せたが、自身は「巨大ロボットアニメは線が多くて、それほど好きではなかったが、当時は今ほど作画においての制約がなかったので携わっていた」と語っている。事実『無敵鋼人ダイターン3』の後番組である『機動戦士ガンダム』に僅かしか関わらなかったのは、キャラクターデザインの安彦良和からレイアウトに縛られた作画を要求されたからだと語っている。その一方で「性に合っていた」とも語っていた。

## 参加作品
1970年
- 魔法のマコちゃん（動画）

1971年
- さるとびエッちゃん（動画）
- ゲゲゲの鬼太郎（動画）

1972年
- 魔法使いチャッピー（動画）
- 月光仮面（動画）
- 赤胴鈴之助（動画、原画）
- ど根性ガエル（動画、原画）

1973年
- ドロロンえん魔くん（原画）
- 荒野の少年イサム（動画）
- キューティーハニー（原画）

1974年
- ゲッターロボ（原画）※金田伊助での誤植名義
- 魔女っ子メグちゃん（原画）
- 宇宙戦艦ヤマト（原画）※タイガープロ回に参加。クレジットは無い

1975年
- ゲッターロボG（原画）
- 一休さん（原画）

1976年
- 大空魔竜ガイキング（原画、作画監督）
- キャンディ・キャンディ（原画）
- ろぼっ子ビートン（原画）

1977年
- 惑星ロボ ダンガードA（オープニング原画・初期原画）
- 氷河戦士ガイスラッガー（原画）
- 超電磁マシーン ボルテスV（オープニング原画）
- 無敵超人ザンボット3（絵コンテ、原画）
- 激走!ルーベンカイザー（オープニング原画）
- 女王陛下のプティアンジェ（オープニング原画）
- 恐竜大戦争アイゼンボーグ(原画)

1978年
- 無敵鋼人ダイターン3（オープニング原画・原画）
- さらば宇宙戦艦ヤマト 愛の戦士たち（原画）
- 宇宙戦艦ヤマト2（原画）

1979年
- サイボーグ009（オープニング原画）
- くじらのホセフィーナ（第03話、第20話絵コンテ、原画）
- 宇宙戦艦ヤマト 新たなる旅立ち（原画)
- 宇宙空母ブルーノア（原画）
- 劇場版　銀河鉄道999（原画）
- 機動戦士ガンダム（原画3カット）

1980年
- 燃えろアーサー 白馬の王子（原画）
- 地球へ…（原画）
- ムーの白鯨（メカ修正）
- ずっこけナイトドンデラマンチャ（絵コンテ、原画、キャラクターデザイン（第06話））
- がんばれゴンベ（原画）
- サイボーグ009 超銀河伝説（原画手伝い）
- ヤマトよ永遠に（原画）
- 太陽の使者 鉄人28号（原画）
- 宇宙戦艦ヤマトIII（原画）
- 宇宙伝説ユリシーズ31（メカデザイン）
- サンダーバード （パイロット版）（レイアウト）※TV未放映

1981年
- タイガーマスク二世（原画手伝い）
- ブレーメン4 地獄の中の天使たち（原画）
- 劇場版 さよなら銀河鉄道999（原画）
- 銀河旋風ブライガー（オープニング・エンディング原画）
- めちゃっこドタコン（原画（第1話））
- 六神合体ゴッドマーズ（第3話原画3カット）

1982年
- 1000年女王（メカニック作画監督、原画）
- 魔境伝説アクロバンチ（オープニング・エンディング絵コンテ、原画）
- わが青春のアルカディア（原画）
- FUTURE WAR 198X年（メカニックデザイン、メカニック作画監督）※ノンクレジット

1983年
- 機甲創世記モスピーダ（オープニング、エンディングアニメーション、原画（第1話の導入部のみ））
- プラレス3四郎（絵コンテ・原画）
- 幻魔大戦（原画、エンディング・クレジットは「スペシャル・アニメーション」）
- 宇宙戦艦ヤマト 完結編（作画監督）

1984年
- BIRTH（アニメーションディレクター、キャラクターデザイン）
- 風の谷のナウシカ（原画）
- マイティ・オーボッツ(原画) ※海外放送/日本未放映

1985年
- 宇宙戦艦ヤマト（作画監督、原画）※LDゲーム版
- オーディーン 光子帆船スターライト（作画監督）
- 押井版ルパン三世（画面構成）※制作中止
- ザ・チョコレート・パニック・ピクチャー・ショー（絵コンテ・アニメーション）
- ビデオ戦士レザリオン（最終話原画）

1986年
- 天空の城ラピュタ（原画頭）
- 火の鳥 鳳凰編（原画）

1987年
- スペース・ファンタジア 2001夜物語（絵コンテ、原画）
- 学園特捜ヒカルオン（オープニングプレゼンター、原画）
- デビルマン 誕生編（原画）
- VISIONARIES Knights of the Magical Light（アニメーション・ディレクター、OP作画、設定）※海外放送/日本未放映

1988年
- AKIRA（原画）
- 鎧伝サムライトルーパー（原画）
- ミスター味っ子(原画)
- となりのトトロ（原画）

1989年
- 魔女の宅急便（原画）
- まじかるハット（原画）

1990年
- レスラー軍団〈銀河編〉 聖戦士ロビンJr.（絵コンテ）
- デビルマン 妖鳥死麗濡編（原画）
- 八神くんの家庭の事情（原画）

1991年
- しあわせのかたち（絵コンテ、作画監督、原画）
- コズミック・ファンタジー2 冒険少年バン（原画）
- 江口寿史の寿五郎ショウ「怪獣王国」（怪獣デザイン、作画監督、原画）
- 緊急発進セイバーキッズ（原画）

1992年
- 紅の豚（原画）
- トーキング・ヘッド（原画）
- ダウンロード 南無阿弥陀仏は愛の詩（キャラクターデザイン、原画）

1993年
- 流星機ガクセイバー（原画）
- X2 ダブルエックス（原画）

1994年
- とっても!ラッキーマン（キャラクターデザイン、オープニングアニメーション、金田伊助名義）
- FINAL FANTASY 星の章（原画）
- 真・孔雀王（原画）
- 幽☆遊☆白書 冥界死闘篇 炎の絆（原画）

1995年
- ふしぎ遊戯（オープニングアニメーション、原画）
- 魔物ハンター妖子2（原画）

1996年
- 機動戦艦ナデシコ（ゲキ・ガンガー3作画）
- X（原画）
- 魔法少女ファンシーCoCo（オープニングアニメーション）

1997年
- 劇場版 フランダースの犬（原画）
- もののけ姫（原画）
- DESIRE（オープニングアニメ原画、SS版）
- CLAMP学園探偵団（オープニング原画）
- VAMPIRE HUNTER The ANIMATION SERIES（原画）
- 超獣伝説ゲシュタルト（原画）

1998年
- ゲキ・ガンガー3 熱血大決戦!!（原画）
- アレクサンダー戦記（原画）
- 青の6号（原画）
- 超特急ヒカリアン（絵コンテ、演出、作画監督）
- EVE The Lost One（スペシャルアニメーション）

2001年
- ファイナルファンタジー（アニメーションスーパーバイザー、原画、レイアウト）
- おとぎストーリー 天使のしっぽ（第11話原画）
- メトロポリス（原画）

2002年
- ファイナルファンタジーXI（モーションキャプチャー・アニメーションディレクター）

2003年
- 半熟英雄対3D（OP監督）
- ポポロクロイス（絵コンテ、原画、戸隠伊助名義）

2004年
- DESIRE（オープニングアニメ原画、PS2版）

2005年
- 武蔵伝II ブレイドマスター（絵コンテ）
- 半熟英雄4 7人の半熟英雄（OP監督）

2006年
- ガイキング LEGEND OF DAIKU-MARYU（後期オープニング原画、戸隠三郎名義）
- 聖剣伝説4（フェイシャルセッティング）

2007年
- ファイナルファンタジーIV（絵コンテ）※ニンテンドーDS版

2009年
- ファイナルファンタジーXIII（ストーリーボードディレクター）
- 鋼の錬金術師 FULLMETAL ALCHEMIST -黄昏の少女-（イベントムービー絵コンテ、アートワーク、原画）

2011年
- ファイナルファンタジーXIII-2（絵コンテ）

2012年
- ドラゴンクエストX 目覚めし五つの種族 オンライン（ストーリーボード)

## 著作
- 『金田伊功スペシャル』（徳間書店、1982年7月31日） ISBN 4-19-402547-4
- 漫画『わが青春のフローレシア』（月刊ベティ創廃刊号、吉村牧子との共作、1982年8月15日）
- 漫画版『バース』第1巻  (原案／武上純希・カナメプロ  徳間書店､1983年12月20日)